# Brug 658
Brug 658 is een vaste brug in Amsterdam-West.
Ze is gelegen over een waterweg die parallel loopt aan de noordzijde van de Jan Evertsenstraat in het deel tussen het Mercatorplein en de Jan Tooropstraat. De brug geeft toegang tot de Admiraal Helfrichstraat en indirect ook aan de Dr. Jan van Breemenstraat. De brug is gebouwd voor de verbinding tussen Jan Evertsenstraat en Jan van Galenstraat. Op dat terrein zou enige jaren later het Dr. Jan van Breemeninstituut worden neergezet, een centrum ter behandeling van reuma.
De betonnen brug dateert van 1961. Tijdens de bouw werd een van de arbeiders getroffen door een hartstilstand en overleed. De bouw kon onmiddellijk voortgezet worden toen bleek dat het ongeval geen bedrijfsongeval was. In die jaren kwamen ontwerpen voor bruggen van de Dienst der Publieke Werken, mede te herkennen aan de grove basaltstenen opvulling in de ruimte in de landhoofden naar de pijlers toe.
<<< · 600 · 601 · 602 · 603 · 604 · 605 · 606 · 607 · 608 · 609 · 610 · 611 · 612 · 613 · 614 · 615 · 616 · 617 · 618 · 619 · 620 · 621 · 622 · 623 · 624 · 626 · 627 · 628 · 629 · 630 · 631 · 632 · 633 · 634 · 635 · 636 · 637 · 638 · 639 · 643 · 651 · 652 · 653 · 655 · 656 · 657 · 658 · 659 · 660 · 661 · 662 · 663 · 664 · 665 · 666 · 667 · 668 · 669 · 670 · 671 · 673 · 674 · 675 · 676 · 677 · 678 · 679 · 681 · 682 · 683 · 684 · 685 · 687 · 688 · 689 · 690 · 691 · 692 · 695 · 696 · 699 · >>>
Verdwenen brugnummers: 625 (afgebroken brug Sam van Houtenstraat), 640, 644, 645, 646, 647, 648, 650, 672 (duiker Cornelis Lelylaan, Rembrandtpark), 694, 698.
Nooit gebouwd: 649, 680 (nooit gebouwde brug Sloterplas).
Brugnummers 641, 642, 654, 686, 693, 694 en 697 zijn onbekend.